# Marie Antoinette (banda sonora)
Marie Antoinette: Original Motion Picture Soundtrack es la banda sonora de la película de drama histórico de 2006, Marie Antoinette. Fue publicado el 10 de octubre de 2006 por Verve Forecast Records y Polydor Records. La banda sonora está compuesta principalmente de música rock atmosférica basada en la música electrónica, una tendencia establecida en películas anteriores de Coppola, tales como Lost in Translation y The Virgin Suicides, las cuáles también fueron producidas por el director de música Brian Reitzell.
La edición limitada de vinilo tiene un diseño de portada hecho por Elizabeth Peyton. Roger Neill de desempeño como consultor musical histórico en la película.

## Lanzamiento y recepción
El álbum debutó en el número 154 en los Billboard 200 de los Estados Unidos. En su segundo semana, subió hasta la posición #97.
Fue nominado para la "Mejor Banda Sonora" en los Premios de la Crítica Cinematográfica.
En 2013, el álbum fue nombrado como una de las "20 bandas sonoras que decidieron los años 2000s" por la revista Empire.

## Lista de canciones
| Disco uno |                                      |                           |          |  |
| N.º       | Título                               | Artista                   | Duración |  |
| 1.        | «Hong Kong Garden»                   | Siouxsie And The Banshees | 3:10     |  |
| 2.        | «Aphrodisiac»                        | Bow Wow Wow               | 2:57     |  |
| 3.        | «What Ever Happened?»                | the Strokes               | 2:48     |  |
| 4.        | «Pulling Our Weight»                 | the Radio Dept.           | 3:21     |  |
| 5.        | «Ceremony»                           | New Order                 | 4:22     |  |
| 6.        | «Natural's Not in It»                | Gang of Four              | 3:06     |  |
| 7.        | «I Want Candy» (Kevin Shields remix) | Bow Wow Wow               | 2:39     |  |
| 8.        | «Kings of the Wild Frontier»         | Adam and the Ants         | 3:55     |  |
| 9.        | «Concerto in G»                      | Roger Neill               | 2:31     |  |
| 10.       | «The Melody of a Fallen Tree»        | Windsor for the Derby     | 8:16     |  |
| 11.       | «I Don't Like It Like This»          | the Radio Dept.           | 4:08     |  |
| 12.       | «Plainsong»                          | the Cure                  | 5:08     |  |

| Disco dos |                                       |                                                      |          |  |
| N.º       | Título                                | Artista                                              | Duración |  |
| 1.        | «Intro Versailles»                    | Brian Reitzell                                       | 0:37     |  |
| 2.        | «Jynweythek Ylow»                     | Aphex Twin                                           | 2:35     |  |
| 3.        | «Opus 17»                             | Dustin O'Halloran                                    | 2:03     |  |
| 4.        | «"Il Secondo Giorno» (instrumental)   | Air                                                  | 4:57     |  |
| 5.        | «Keen On Boys»                        | the Radio Dept.                                      | 4:49     |  |
| 6.        | «Opus 23»                             | Dustin O'Halloran                                    | 3:08     |  |
| 7.        | «Les Barricades Mystérieuses»         | Patricia Mabee                                       | 2:35     |  |
| 8.        | «Fools Rush In» (Kevin Shields remix) | Bow Wow Wow                                          | 2:19     |  |
| 9.        | «Avril 14th»                          | Aphex Twin                                           | 1:58     |  |
| 10.       | «K. 213»                              | Patricia Mabee                                       | 4:22     |  |
| 11.       | «Tommib Help Buss»                    | Squarepusher                                         | 2:10     |  |
| 12.       | «Tristes apprêts, pâles flambeaux»    | Agnès Mellon, William Christie, Les Arts Florissants | 5:54     |  |
| 13.       | «Opus 36»                             | Dustin O'Halloran                                    | 1:45     |  |
| 14.       | «All Cats Are Grey»                   | the Cure                                             | 5:23     |  |

## Posicionamiento
| Gráfica (2006–07)                  | Pico de posición |
| ---------------------------------- | ---------------- |
| Dinamarca (Hitlisten)              | 37               |
| Francia (SNEP)                     | 163              |
| Reino Unido (UK Albums Chart)      | 10               |
| Estados Unidos (Billboard 200)     | 97               |
| Estados Unidos (Soundtrack Albums) | 6                |